# Lepisorus excavatus
Lepisorus excavatus là một loài thực vật có mạch trong họ Polypodiaceae. Loài này được (Bory ex Willd.) Ching miêu tả khoa học đầu tiên năm 1933.